# Prunum virginianum
Prunum virginianum là một loài ốc biển, là động vật thân mềm chân bụng sống ở biển trong họ Marginellidae, họ ốc mép.

## Phụ loài
- Prunum virginianum hartleyana (Schwengel, 1941) (đồng nghĩa: Prunum hartleyanum (Schwengel, 1941); Marginella hartleyana Schwengel, 1941) [2]